# Dipartimento di Monte Caseros
Monte Caseros è un dipartimento argentino, situato nella parte sud-orientale della provincia di Corrientes, con capoluogo Monte Caseros.
Esso confina con i dipartimenti di Paso de los Libres e Curuzú Cuatiá, con la provincia di Entre Ríos e con la repubblica dell'Uruguay.
Secondo il censimento del 2001, su un territorio di 2.287 km², la popolazione ammontava a 33.684 abitanti, con un aumento demografico del 14,61% rispetto al censimento del 1991.
Il dipartimento comprende 4 comuni: Monte Caseros, Colonia Libertad, Juan Pujol, Mocoretá.